# Kasese
Kasese ist eine Stadt im Südwesten Ugandas mit etwa 67.279 Einwohnern. Sie ist die Hauptstadt des Distrikts Kasese. Der Ort liegt am Ostrand des Ruwenzori-Gebirges und am Nordwestrand des Queen-Elizabeth-Nationalparks.
Bis in die 1970er Jahre war der Kupfer-Abbau bedeutend. Heute wird aus dem Abraum der Kupferminen noch Cobalt gewonnen. Kasese ist Endstation einer Bahnverbindung nach Kampala, die jedoch zuletzt auf den Güterverkehr beschränkt war und mittlerweile demontiert wurde. Zudem gibt es einen kleinen Flugplatz.
Von 1997 bis 2001 flammte um Kasese der Kampf der Rebellen der Allied Democratic Forces wieder auf, wodurch einige Tausend Bewohner umliegender Orte vertrieben wurden. Da der schon im Jahre 2007 nach Kasese zurückgekehrte König Mumbere am 19. Oktober 2009 von der ugandischen Regierung offiziell anerkannt wurde und Kasese nunmehr auch wieder Bestandteil des alten Königreichs Rwenzururu ist, entfällt für die sich auch aus Teilen der Bakonjo Bevölkerung zusammensetzende ADF die Motivation zum bewaffneten Kampf.

## Bevölkerungsentwicklung
| Jahr           | Einwohner |
| -------------- | --------- |
| Zensus 1991    | 18.750    |
| Zensus 2002    | 53.907    |
| Schätzung 2005 | 67.279    |